# Odontolabis femoralis
Odontolabis femoralis is een keversoort uit de familie vliegende herten (Lucanidae). De wetenschappelijke naam van de soort werd in 1887 gepubliceerd door Charles Owen Waterhouse.